# NGC 6911
NGC 6911 ist eine spiralförmige Radiogalaxie vom Hubble-Typ SBb im Sternbild Drache am Nordsternhimmel. Sie ist schätzungsweise 121 Millionen Lichtjahre von der Milchstraße entfernt und hat einen Durchmesser von etwa 65.000 Lichtjahren. Vom Sonnensystem aus entfernt sich die Galaxie mit einer errechneten Radialgeschwindigkeit von näherungsweise 2.500 Kilometern pro Sekunde.
Das Objekt wurde am 9. Juni 1885 von Lewis A. Swift entdeckt.